# 東経42度線
東経42度線（とうけい42どせん）は、本初子午線面から東へ42度の角度を成す経線である。北極点から北極海、ヨーロッパ、アジア、アフリカ、インド洋、南極海、南極大陸を通過して南極点までを結ぶ。東経42度線は、西経138度線と共に大円を形成する。

## 通過する地域一覧
東経42度線は、北極点から南極点まで南に向かって以下の場所を通っている。
| 地理座標                                             | 国土・領土・領海       | 備考 |
| ---------------------------------------------------- | ---------------------- | --- |
| 北緯90度0分 東経42度0分 / 北緯90.000度 東経42.000度  | 北極海                 | |
| 北緯80度30分 東経42度0分 / 北緯80.500度 東経42.000度 | バレンツ海             | |
| 北緯68度29分 東経42度0分 / 北緯68.483度 東経42.000度 | 白海                   | |
| 北緯66度23分 東経42度0分 / 北緯66.383度 東経42.000度 | ロシア                 | |
| 北緯43度13分 東経42度0分 / 北緯43.217度 東経42.000度 | アブハジア/ ジョージア | アブハジアは一部の国だけから国家承認されている。承認していない多くの国では、ジョージアの一部として扱っている。 |
| 北緯43度1分 東経42度0分 / 北緯43.017度 東経42.000度  | ジョージア             | |
| 北緯41度30分 東経42度0分 / 北緯41.500度 東経42.000度 | トルコ                 | |
| 北緯37度10分 東経42度0分 / 北緯37.167度 東経42.000度 | シリア                 | |
| 北緯36度44分 東経42度0分 / 北緯36.733度 東経42.000度 | イラク                 | |
| 北緯31度9分 東経42度0分 / 北緯31.150度 東経42.000度  | サウジアラビア         | |
| 北緯17度42分 東経42度0分 / 北緯17.700度 東経42.000度 | 紅海                   | |
| 北緯16度51分 東経42度0分 / 北緯16.850度 東経42.000度 | サウジアラビア         | ファラサン諸島                                                                                                 |
| 北緯16度38分 東経42度0分 / 北緯16.633度 東経42.000度 | 紅海                   | |
| 北緯13度48分 東経42度0分 / 北緯13.800度 東経42.000度 | エリトリア             | |
| 北緯12度50分 東経42度0分 / 北緯12.833度 東経42.000度 | エチオピア             | |
| 北緯11度52分 東経42度0分 / 北緯11.867度 東経42.000度 | ジブチ                 | |
| 北緯10度55分 東経42度0分 / 北緯10.917度 東経42.000度 | エチオピア             | |
| 北緯4度6分 東経42度0分 / 北緯4.100度 東経42.000度    | ソマリア               | |
| 南緯0度59分 東経42度0分 / 南緯0.983度 東経42.000度   | インド洋               | |
| 南緯60度0分 東経42度0分 / 南緯60.000度 東経42.000度  | 南極海                 | |
| 南緯68度22分 東経42度0分 / 南緯68.367度 東経42.000度 | 南極大陸               | ドローニング・モード・ランド（ ノルウェーが領有権を主張）                                                      |